# Vocius de Lyon
Vocius est le 9e évêque de Lyon. Il succède à Ptolémée probablement vers l'an 300.

## Biographie
On ne sait pas grand chose de sa vie. En 314, il participe comme évêque de Lyon au concile d'Arles, juste après la reconnaissance de la religion chrétienne par Constantin avec l'édit de Milan. Ce concile qui rassemble une vingtaine d'évêques d'Occident dont une quinzaine de Gaule, réaffirme la condamnation du donatisme, déjà affirmé par un concile à Rome en 313. Il signe les Actes du concile ainsi que la lettre synodale adressée par les pères conciliaires au pape Sylvestre Ier pour valider les canons du concile. Il est accompagné d'un autre clerc lyonnais, Gétulin (ou Petulinus), exorciste de Lyon, qui signe également les actes du concile.